# Hermann Suchier
Hermann Suchier, né le 11 décembre 1848 à Bad Karlshafen et mort le 3 juillet 1914 à Halle en province de Saxe, est un linguiste allemand d'origine huguenote.

## Biographie
Hermann Suchier a étudié à Marbourg et Leipzig la philologie comparée romane et germanique et la linguistique. Le 27 juillet 1867, il devient membre du Corps Teutonia Marburg (de) .
En 1870/1871, il a participé à la guerre franco-prussienne.
En 1873, il obtint son habilitation à Marburg, sur un mémoire sur Ulrich von dem Türlin (de).
En 1875, il est nommé professeur à l'université de Zürich. L'année suivante il devint professeur à l'Académie de Munster et à l'Université Martin-Luther de Halle-Wittenberg.
Il dirigea le département des études romanistiques. 
En 1879, Suchier fut le fondateur de la série "Bibliotheca normannica".
Il travailla essentiellement la traduction de textes en ancien français et en français actuel. Il a écrit une grammaire du vieux français en 1893. Il collabora avec le linguiste Ferdinand Heuckenkamp.
En 1901, il fut nommé recteur de l'université.